# Líber Falco
Líber Falco (Montevideo, 4 de octubre de 1906, - Ib., 10 de noviembre de 1955) fue un poeta uruguayo.

## Biografía
Liber Falco nació el 4 de octubre de 1906 en Montevideo, en el barrio Jacinto Vera. Sus primeros versos los escribió a la edad de dieciséis años.
Siendo hijo de un peón de panadería, alternó por distintos trabajos, entre los que se encontraron el de empleado de imprenta, peluquero, vendedor de pan y luego corrector de pruebas de diarios y libros. Contrajo matrimonio a los 29 años y no tuvo hijos.
Sus intereses literarios fueros variados, destacándose algunos escritores rusos como Dostoyevski y Tolstói, franceses como Romain Rolland y gran parte de la poesía latinoamericana, en particular, la última etapa de César Vallejo.
A pesar de que la edición de sus textos se realiza en la década de 1940, es considerado integrante de la denominada "Generación del centenario" (término referido al centenario de la independencia uruguaya, es decir a la generación de artistas que florecieron en 1930). A esta generación pertenecen Emilio Oribe, Carlos Sabat Ercasty y Paco Espínola, entre otros.
Sus comienzos literarios pueden ubicarse hacia 1937 cuando asume la dirección de la revista Banderín de la cual se editaron solo cinco números. Años después participa también en varias publicaciones literarias, como la revista Asir.
Su obra está contenida en los libros Cometas sobre los muros de 1940, Equis andacalles de 1942 y Días y noches de 1946. El libro que había comenzado bajo el título de Tiempo y tiempo quedó inconcluso debido a su fallecimiento. El mismo fue editado como una obra recopilatoria por un grupo de sus amigos de la revista "Asir".
Sus poemas ejercieron una gran influencia en generaciones posteriores de artistas uruguayos. Asimismo, los mismos han sido fuente de numerosas canciones interpretadas por artistas de la talla de Eduardo Larbanois y Mario Carrero, Abel García, Eduardo Darnauchans, Jorge Lazaroff, Jorge Bonaldi y Daniel Viglietti entre muchos otros.

## Obras literarias
Liber Falco escribió poemas que fueron agrupados en varios libros.
- Cometas sobre los muros (Imprenta Stella. 1940)
- Equis andacalles (1942)
- Días y noches (Imprenta Herculina. 1946)
- Tiempo y tiempo (Ediciones Asir, Montevideo. 1956).